# 永兴寺塔
永兴寺塔，位于山西省运城市临猗县城关镇三原头村，是中华人民共和国全国重点文物保护单位之一。
2004年6月10日，授予山西省文物保护单位，是一座古建筑，编号4-49。2013年3月，闾原头永兴寺塔公布为第七批全国重点文物保护单位。